# NGC 5967
NGC 5967 في الفهرس العام الجديد، هي مجرة، تقع في كوكبة طائر الفردوس. اكتشفت في 7 يونيو 1836 بواسطة جون هيرشل.

## روابط خارجية
- NGC 5967 على موقع ويكي سكاي: DSS2, SDSS, GALEX, IRAS, Hydrogen α, X-Ray, Astrophoto, Sky Map, Articles and images